# Ischnocnema abdita
Espèce
Ischnocnema abdita est une espèce d'amphibiens de la famille des Brachycephalidae.

## Répartition
Cette espèce est endémique d'Espírito Santo au Brésil. Elle se rencontre à Santa Teresa, à Cariacica et à Mimoso do Sul.

## Description
Les mâles mesurent de 15,0 à 16,8 mm.

## Publication originale
- Canedo & Pimenta, 2010 : New Species of Ischnocnema (Anura: Brachycephalidae) from the Atlantic Rainforest of the State of Espírito Santo, Brazil. South American Journal of Herpetology, vol. 5, no 3, p. 199-206.